# AACTA International Award/Beste Regie

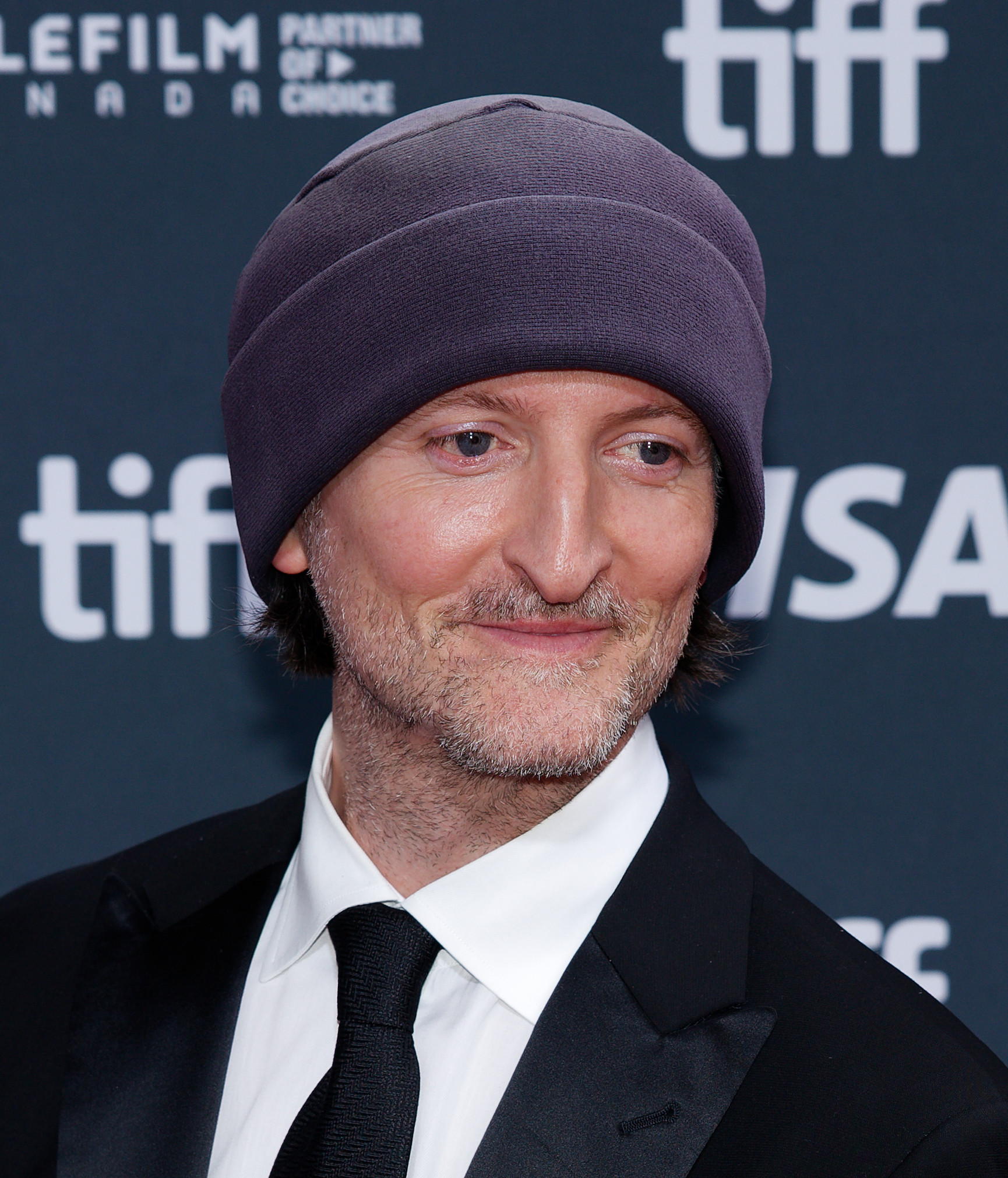
Preisträger 2025: Michael Gracey (Better Man – Die Robbie Williams Story)

Der AACTA International Award in der Kategorie Beste Regie (Originalbezeichnung: Best Direction) ist eine der Auszeichnungen, die jährlich in den Vereinigten Staaten von der Australian Academy of Cinema and Television Arts (AACTA) verliehen werden. Mit ihr werden die Regisseure der besten internationalen Filme des vergangenen Jahres geehrt. Sie ist das Gegenstück zur entsprechenden Kategorie für Regisseure australischer Filme. Die Kategorie wurde 2012 ins Leben gerufen. Die Gewinner werden in einer geheimen Abstimmung ermittelt.

## Statistik
Die Kategorie Beste Regie wurde zur ersten Verleihung im Januar 2012 geschaffen. Seitdem wurden an 12 verschiedene Regisseure eine Gesamtanzahl von 14 Preisen in dieser Kategorie verliehen. Der erste Preisträger war Michel Hazanavicius, der 2012 für die Regie der Tragikomödie The Artist ausgezeichnet wurde. Der bisher letzte Preisträger war Michael Gracey, der 2025 für die Regie der Filmbiografie Better Man – Die Robbie Williams Story geehrt wurde.
Mit dem Stand der Verleihung 2025 stimmte der Gewinner dieser Kategorie in bisher lediglich sechs Fällen mit dem späteren Oscar-Preisträger überein. Das waren 2012 Hazanavicius für The Artist, 2014 Alfonso Cuarón für Gravity, 2015 Alejandro González Iñárritu für Birdman, 2020 Cuarón für Roma, 2021 Chloé Zhao für Nomadland und 2024 Christopher Nolan für Oppenheimer.
| Statistik                          | Regisseur         | Anzahl | Jahre             |
| ---------------------------------- | ----------------- | ------ | ----------------- |
| Häufigste Auszeichnung             | Alfonso Cuarón    | 2      | 2014, 2019        |
|                                    | Christopher Nolan | 2      | 2018, 2024        |
| Häufigste Nominierungen (* = Sieg) | Martin Scorsese   | 3      | 2012, 2020, 2024  |
|                                    | Denis Villeneuve  | 3      | 2017, 2022*, 2025 |
| Häufigste Nominierungen ohne Sieg  | Martin Scorsese   | 3      | 2012, 2020, 2024  |

## Gewinner und Nominierte
Die unten aufgeführten Filme werden mit ihrem deutschen Verleihtitel (sofern ermittelbar) angegeben, danach folgt in Klammern in kursiver Schrift der fremdsprachige Originaltitel. Die Nennung des Originaltitels entfällt, wenn deutscher und fremdsprachiger Filmtitel identisch sind. Die Gewinner stehen hervorgehoben in fetter Schrift an erster Stelle.

### 2012–2020
2012
Michel Hazanavicius – The Artist
Woody Allen – Midnight in Paris
J. C. Chandor – Der große Crash – Margin Call (Margin Call)
Terrence Malick – The Tree of Life
Lynne Ramsay – We Need to Talk About Kevin
Nicolas Winding Refn – Drive
Martin Scorsese – Hugo Cabret (Hugo)
Lars von Trier – Melancholia
2013
David O. Russell – Silver Linings (Silver Linings Playbook)
Ben Affleck – Argo
Kathryn Bigelow – Zero Dark Thirty
Ang Lee – Life of Pi: Schiffbruch mit Tiger (Life of Pi)
Ben Lewin – The Sessions – Wenn Worte berühren (The Sessions)
Steven Spielberg – Lincoln
2014
Alfonso Cuarón – Gravity
Paul Greengrass – Captain Phillips
Baz Luhrmann – Der große Gatsby (The Great Gatsby)
Steve McQueen – 12 Years a Slave
David O. Russell – American Hustle
2015
Alejandro González Iñárritu – Birdman oder (Die unverhoffte Macht der Ahnungslosigkeit) (Birdman or (The Unexpected Virtue of Ignorance))
Wes Anderson – Grand Budapest Hotel (The Grand Budapest Hotel)
Damien Chazelle – Whiplash
Richard Linklater – Boyhood
Morten Tyldum – The Imitation Game – Ein streng geheimes Leben (The Imitation Game)
2016
George Miller – Mad Max: Fury Road
Todd Haynes – Carol
Alejandro González Iñárritu – The Revenant – Der Rückkehrer (The Revenant)
Adam McKay – The Big Short
Ridley Scott – Der Marsianer – Rettet Mark Watney (The Martian)
2017
Mel Gibson – Hacksaw Ridge – Die Entscheidung (Hacksaw Ridge)
Damien Chazelle – La La Land
Garth Davis – Lion – Der lange Weg nach Hause (Lion)
Kenneth Lonergan – Manchester by the Sea
Denis Villeneuve – Arrival
2018
Christopher Nolan – Dunkirk
Guillermo del Toro – Shape of Water – Das Flüstern des Wassers (The Shape of Water)
Greta Gerwig – Lady Bird
Craig Gillespie – I, Tonya
Luca Guadagnino – Call Me by Your Name
2019
Alfonso Cuarón – Roma
Bradley Cooper – A Star Is Born
Giorgos Lanthimos – The Favourite – Intrigen und Irrsinn (The Favourite)
Spike Lee – BlacKkKlansman
Warwick Thornton – Sweet Country
2020
Quentin Tarantino – Once Upon a Time in Hollywood
Bong Joon-ho – Parasite (기생충 / Gisaengchung)
Sam Mendes – 1917
Todd Phillips – Joker
Martin Scorsese – The Irishman

### 2021–2030
2021
Chloé Zhao – Nomadland
Pete Docter – Soul
Emerald Fennell – Promising Young Woman
David Fincher – Mank
Aaron Sorkin – The Trial of the Chicago 7
2022
Denis Villeneuve – Dune
Paul Thomas Anderson – Licorice Pizza
Kenneth Branagh – Belfast
Jane Campion – The Power of the Dog
Justin Kurzel – Nitram
2023
Baz Luhrmann – Elvis
James Cameron – Avatar: The Way of Water
Daniel Kwan und Daniel Scheinert – Everything Everywhere All at Once
Martin McDonagh – The Banshees of Inisherin
Steven Spielberg – Die Fabelmans (The Fabelmans)
2024
Christopher Nolan – Oppenheimer
Bradley Cooper – Maestro
Greta Gerwig – Barbie
Giorgos Lanthimos – Poor Things
Martin Scorsese – Killers of the Flower Moon
2025
Michael Gracey – Better Man – Die Robbie Williams Story (Better Man)
Jacques Audiard – Emilia Pérez
Brady Corbet – Der Brutalist (The Brutalist)
George Miller – Furiosa: A Mad Max Saga
Denis Villeneuve – Dune: Part Two